# Chelonus tuberculatus
Chelonus tuberculatus är en stekelart som beskrevs av Mccomb 1968. Chelonus tuberculatus ingår i släktet Chelonus och familjen bracksteklar. Inga underarter finns listade i Catalogue of Life.